# John Eberhard Faber
John Eberhard Faber (a veces Johann Eberhard Faber; 6 de diciembre de 1822 – 2 de marzo de 1879) fue un fabricante de lápices estadounidense nacido en Alemania y fallecido en Nueva York.

## Biografía
Johann Eberhard Faber nació el 6 de diciembre de 1822 en el pueblo de Stein, cerca de la ciudad de Nuremberg, en Baviera. Su padre, George Leonard Faber, era descendiente de la famosa familia Faber, una familia de linaje antiguo de Baviera dedicada a la fabricación de lápices de mina.
Realizó sus estudios primarios en una Volksschule y luego se matriculó para estudiar Derecho en la Universidad de Heidelberg. Pero abandonó sus estudios a mitad de camino para seguir una carrera en el comercio en Estados Unidos.
En 1848 se trasladó a Estados Unidos y en 1849 abrió una papelería en el número 133 de William Street, Nueva York. En 1877 trasladó la tienda al número 718-720 de Broadway.
En 1852 empezó a exportar troncos de cedro rojo a las fábricas de lápices Faber en Stein, tras darse cuenta de que el cedro rojo disponible en Estados Unidos era ideal para los lápices de mina.
En 1861 abrió la primera fábrica de lápices de mina a lo largo del East River, entre las calles 41 y 43, en el centro de Manhattan. La fábrica se estableció con el nombre de Eberhard Faber. En 1872, un incendio destruyó la fábrica en Manhattan y la nueva Fábrica de Lápices Eberhard Faber se construyó en un terreno en las calles Kent y West en Greenpoint, Brooklyn. La nueva fábrica fue diseñada para expandirse y cuando Faber murió, su fábrica era la más grande de su tipo en Estados Unidos y el nombre Faber era conocido en todo el mundo.
Faber murió el 2 de marzo de 1879 en la ciudad de Nueva York. Faber está enterrado en el Green-Wood Cemetery en Brooklyn, Nueva York.

### Matrimonio y familia
El 1 de julio de 1854, Eberhard Faber se casó con Jenny Haag, que nació el 23 de noviembre de 1836 en Múnich. Ella era hija de Ludwig y Johanna (Mangstel) Haag, miembros de antiguas familias bávaras. Tuvieron seis hijos:
1. Bertha, nacida el 11 de abril de 1856.
2. Sophia, nacida el 14 de agosto de 1857.
3. John Eberhard, nacido el 14 de marzo de 1859.[3]
4. Lothar W.,[4] nació el 27 de septiembre de 1861.
5. Louise, nacida el 2 de enero de 1866.
6. Rosie, nacida el 3 de febrero de 1871.

La familia Faber tenía una casa grande en Port Richmond, Staten Island en la década de 1870. En 1879, tras la muerte de su padre, John Eberhard Jr. se hizo cargo de la empresa Eberhard Faber.